# 1998-2010
『1998-2010』は、2011年4月27日に発売された角松敏生通算3作目のベスト・アルバム。

## 解説
デビュー30周年第1弾リリース作品。5年間の活動凍結を経て、1998年の再始動シングル「Realize」から2010年の最新作『Citylights Dandy』までの楽曲、新曲「ALL LIFE IS PRECIOUS」を収録したベスト・アルバム。

## 収録曲

### DISC 1
1. 君のためにできること  –  (5:20)[1]
SG「君のためにできること」（2003年7月9日発売）
2. Lunafairymiena  –  (4:40)[1]
AL『TIME TUNNEL』（1999年1月21日発売）収録
3. Mrs.Moonlight  –  (6:11)[1]
AL『Citylights Dandy』（2010年8月4日発売）収録
4. 月のように星のように  –  (4:59)[1]
SG「Startin'/月のように星のように」（2004年4月7日発売）
5. 心配  –  (4:15)[1]
SG「心配/YOKOHAMA Twilight Time」（2001年6月21日発売）
6. 風車  –  (4:36)[1]
AL『INCARNATIO』（2002年10月30日発売）収録
7. Always Be With You  –  (5:57)[1]
SG「Always Be With You」（2002年5月22日発売）, AL『映画「白い船」オリジナル・サウンドトラック』（2002年6月26日発売）収録
8. 愛と修羅  –  (4:06)[1]
SG「愛と修羅」（2000年7月5日発売）, AL『存在の証明』（2000年8月2日発売）収録
9. 君という名の僕におしえたい  –  (5:56)[1]
AL『The gentle sex』（2000年1月19日発売）収録
10. 浜辺の歌  –  (2:56)[1]
AL『存在の証明』（2000年8月2日発売）収録
11. 桃色の雲  –  (5:32)[1]
AL『Summer 4 Rhythm』（2003年8月6日発売）収録
12. How is it?  –  (4:52)[1]
AL『Fankacoustics』（2004年8月4日発売）収録
13. LIVE  –  (6:11)[1]
AL『Fankacoustics』（2004年8月4日発売）収録
14. Realize  –  (4:42)[1]
SG「Realize」（1998年7月23日発売）, AL『TIME TUNNEL』（1999年1月21日発売）収録
15. 崩壊の前日  –  (6:45)[1]
AL『TIME TUNNEL』（1999年1月21日発売）収録

### DISC 2
1. 恋の落とし穴  –  (4:04)[1]
AL『Prayer』（2006年7月26日発売）収録
2. BEAMS  –  (5:02)[1]
AL『Summer 4 Rhythm』（2003年8月6日発売）収録
3. Startin'  –  (5:22)[1]
SG「Startin'/月のように星のように」（2004年4月7日発売）
4. Fly By Night  –  (3:37)[1]
AL『Citylights Dandy』（2010年8月4日発売）収録
5. RAIN MAN  –  (4:38)[1]
AL『THE PAST & THEN』（2005年10月26日発売）収録
6. IZUMO  –  (4:03)[1]
AL『INCARNATIO』（2002年10月30日発売）収録
7. かなし花  –  (4:54)[1]
AL『Prayer』（2006年7月26日発売）収録
8. Smile  –  (6:21)[1]
SG「Smile」（2006年5月10日発売）, AL『Prayer』（2006年7月26日発売）収録
9. REMINISCING  –  (5:24)[1]
AL『NO TURNS』（2009年3月18日発売）収録
10. ハナノサクコロ  –  (5:07)[1]
AL『Fankacoustics』（2004年8月4日発売）収録
11. We're Together  –  (4:42)[1]
AL『Players Presents TOSHIKI KADOMATSU Ballad Collection』（2007年12月12日発売）収録
12. 夜の蝉  –  (4:18)[1]
AL『NO TURNS』（2009年3月18日発売）収録
13. Prayer  –  (5:12)[1]
AL『Prayer』（2006年7月26日発売）収録
14. See You Again  –  (4:43)[1]
AL『Citylights Dandy』（2010年8月4日発売）収録
15. ALL LIFE IS PRECIOUS  –  (3:45)[1] ※新曲